# Vulvatorious
Vulvatorious er et dansk black metal-band, der blev dannet i 2020. Det har blandt andet spillet på Roskilde Festival i 2024 og på Copenhell i 2024 og 2025. I 2024 udsendte gruppen sit første album, der også hedder Vulvatorious. 
Gruppen spiller en blanding af forskellige metal-subgenrer med en lyd, der er beskrevet som både black, dyster, sludgy og fandenivoldsk. Teksterne, hvis hovedforfatter er forsangeren Ditte Krøyer, omhandler ofte emner som dødelighed, feminisme, uretfærdighed og magtmisbrug. Gruppen har fået meget gode plade- og koncertanmeldelser, det sidste ikke mindst på grund af Krøyers meget karakteristiske frontfigur.

## Historie
Vulvatorious blev skabt ved en koncert i Pumpehuset i 2020, hvor Ditte Krøyer mødte sin gamle klassekammerat Sofie Angen fra Maribo Gymnasium, der havde sin veninde Signe Lading med til koncerten. Inden aftenen var omme, havde de tre besluttet at danne et band. Ditte blev forsanger og de to andre spillede guitar. I 2021 blev bandet udvidet med Florent Besson på bas og Rasmus Johan Aarslev på trommer.
Bandet gav sin første koncert på spillestedet Stengade ved den feministiske rockfestival "Luna Riot Ball" i København i marts 2022. Det har siden blandt andet optrådt på Roskilde Festival i 2024 og på Copenhell i 2024 og 2025.
2024-koncerten på Copenhell fik fem hjerter ud af seks i Politikens anmeldelse. Anmelderen beskrev bandets musik som fuldfed, punket blackmetal og deres sceneoptræden som fuld af raseri og vildskab, især på grund af frontpersonen Ditte Krøyer iført miniskørt, latextop, lange spidse sølvnegle og en kulsort hanekam. Anmelderen sammenlignede hende med "en gal dæmon straight outta Lolland, som var landet på Refshaleøen for at hævne alverdens uretfærdigheder". Også Informations anmelder mente, at bandets optræden var en af festivalens absolutte højdepunkter med en tændt og hidsig blanding af black metal og punk og med en fantastisk frontfigur.
Bandet er kendt for feministiske tekster og optrædener. Bandets store hit Fuck You Incel er et musikalsk militant angreb på internetkrigere. Krøyer og Angen nævnte dog i et interview med Gaffa i 2024, at bandet var meget andet end et feministisk metalband, og at de så feminismen som en relevant detalje, men ikke noget, de ønskede, at gruppen skulle blive defineret ud fra.

## AlbummetVulvatorious
Gruppen udsendte sit debutalbum, der også hed Vulvatorious, i 2024. Musikmediet Gaffa gav albummet topkarakter med seks stjerner og kaldte det et råt debutalbum med en hårdtslående kombination af crust punk og black metal med "dertilhørende dobbeltpedal, distortion og død". Informations musikanmelder Rasmus Steffensen udnævnte albummet til et af årets tre bedste danske album. Nummeret Witch burns back kom på Politikens liste over de 50 bedste musiknumre i 2024.

## Medlemmer
- Ditte Krøyer - vokal
- Signe Lading - guitar
- Sofie Angen - guitar
- Florent Besson - basguitar
- Rasmus Johan Aarslev - trommer

## Diskografi
Gruppen har siden 2021 udgivet demoer, singler og et enkelt album:
Studiealbum
- Vulvatorious (2024)

Demoer
- Cunt War (2021
- From the Darkness of Your Soul (2021)
- Fuck You Incel (2021)

Singler
- Fuck You Incel (2023)
- Shrouded Mountain	(2024)
- Mormors sang (2024)